# Ѹ
Ѹ (minúscula: ѹ; cursiva: Ѹ, ѹ) es un dígrafo del alfabeto cirílico arcaico, aunque comúnmente se considera y se usa como una sola letra. Es una vocal nasal de acento de la lengua eslava. Para ahorrar espacio, a menudo se escribía como una ligadura vertical (Ꙋ ꙋ), llamado "monografo Uk". En los tiempos modernos, ⟨ѹ⟩ ha sido reemplazado por la simple ⟨у⟩.

## Desarrollo del uso de Ѹ en el antiguo eslavo oriental

Monografía ligada de Ѹ

La simplificación del dígrafo ⟨ѹ⟩ a ⟨у⟩ se produjo por primera vez en los textos del antiguo eslavo oriental y solo luego se incorporó a las lenguas eslavas del sur.
Uno puede ver este desarrollo en las letras de corteza de abedul de Novgorod: el grado en que esta letra se usó aquí difería en dos posiciones: en la posición inicial de la palabra o antes de una vocal (excepto los jers), y después de una consonante.
Antes de una consonante, ⟨ѹ⟩ se usó el 89% del tiempo en los escritos anteriores a 1100. Para 1200, se usaba el 61% del tiempo, con la letra ⟨у⟩   usada el 14% del tiempo; para 1300, ѹ había alcanzado el 28 %, superado por ⟨у⟩ con un 45 %. Desde finales del siglo XIV en adelante, no hay más instancias de ⟨ѹ⟩ en esta posición, con ⟨у⟩ apareciendo el 95% del tiempo.
La disminución en el uso fue más gradual después de una consonante. Aunque no hay instancias del uso de ⟨у⟩ en esta posición antes del 1200, ⟨ѹ⟩ disminuyó gradualmente del 88% antes de 1100 al 57% en 1200. La frecuencia de ⟨ѹ⟩ mantuvo estable entre 47% y 44% hasta las 1400, cuando experimentó otra disminución al 32%. Mientras tanto, el uso de ⟨у⟩ aumentó del 4% a principios del siglo XIII al 20% a mediados del siglo XIII, al 38% a mediados del siglo XIV y al 58% a principios del siglo XV.

## Representación en ordenadores
La letra Uk se representó por primera vez en Unicode 1.1.0 como U+ 0478 y 0479, MAYÚSCULA CIRILICA/LETRA PEQUEÑA UK (Ѹ ѹ). Más tarde se reconoció que el glifo que se usaría para la letra no se había especificado adecuadamente y se había representado como un dígrafo o una letra monográfica en diferentes fuentes publicadas. También existía la dificultad de que en los textos escritos la letra puede aparecer en minúsculas (ѹ), mayúsculas (Ѹ) o en mayúsculas (ОУ), lo que es posible que se use para encabezado.
Para resolver esta ambigüedad, Unicode 5.1 ha desaprobado el uso de los puntos de código originales, introdujo U+A64A y A64B, CYRILLIC CAPITAL/MINÚSCULAS MONOGRAFÍA UK (Ꙋ ꙋ), y recomienda componer el dígrafo con dos caracteres individuales ⟨о⟩ + ⟨у⟩.
Unicode 9.0 también ha introducido U+1C82 CYRILLIC MINÚSCULA LETRA O ESTRECHA que también se puede usar para componer la forma de dígrafo (⟨ᲂ⟩ + ⟨у⟩) y U+1C88 CYRILLIC MINÚSCULA LETRA SIN COMBINAR UK (ᲈ) como una variante de forma de monografía.
Sin embargo, el método recomendado puede causar algunos problemas de representación de texto. La letra У no aparecía originalmente sola en la ortografía del antiguo eslavo eclesiástico y, por lo tanto, su punto de código se reemplazó en diferentes fuentes informáticas del antiguo eslavo con formas de dígrafo o monografía del Uk o con la forma de cola de Izhitsa. Izhitsa puede usarse como parte del dígrafo, pero usar la forma de la monografía Uk como parte del dígrafo Uk (оꙋ) es incorrecto.
La monografía minúscula Uk se usó en el alfabeto de transición rumano para representar /u/, pero debido a restricciones de fuente, la ligadura Ȣ o la gamma latina se usan ocasionalmente en su lugar.

## Códigos de computación
| Prevista                    | Ѹ                          | Ѹ                          | ѹ                        | ѹ                        | Ꙋ                                    | Ꙋ                                    | ꙋ                                  | ꙋ                                  |
| --------------------------- | -------------------------- | -------------------------- | ------------------------ | ------------------------ | ------------------------------------ | ------------------------------------ | ---------------------------------- | ---------------------------------- |
| Nombre unicode              | CYRILLIC CAPITAL LETTER UK | CYRILLIC CAPITAL LETTER UK | CYRILLIC SMALL LETTER UK | CYRILLIC SMALL LETTER UK | CYRILLIC CAPITAL LETTER MONOGRAPH UK | CYRILLIC CAPITAL LETTER MONOGRAPH UK | CYRILLIC SMALL LETTER MONOGRAPH UK | CYRILLIC SMALL LETTER MONOGRAPH UK |
| Codificaciones              | Decimal                    | hex                        | decimal                  | hex                      | decimal                              | hex                                  | decimal                            | hex                                |
| Unicode                     | 1144                       | U+0478                     | 1145                     | U+0479                   | 42570                                | U+A64A                               | 42571                              | U+A64B                             |
| UTF-8                       | 209 184                    | D1 B8                      | 209 185                  | D1 B9                    | 234 153 138                          | EA 99 8A                             | 234 153 139                        | EA 99 8B                           |
| Numeric character reference | &#1144;                    | &#x478;                    | &#1145;                  | &#x479;                  | &#42570;                             | &#xA64A;                             | &#42571;                           | &#xA64B;                           |

## Otras lecturas
- Kaplan, Michael S. “ Cada personaje tiene una historia #10: U+0478/U+0479 (LETRAS CIRILIICAS DEL REINO UNIDO) ”, 21 de mayo de 2005.
- Zaliznyak, Andrei (2004). Drevnenovgorodskij dialekt . Moscú: Jazyki slavjanskoj kul'tury.

- Datos: Q1137700
- Multimedia: Cyrillic Uk / Q1137700